# New Technology Telescope
New Technology Telescope (zkratka NTT ) je optický a infračervený astronomický dalekohled umístěný na Observatoři La Silla v jihoamerické Chile. Jde o první dalekohled na světě, který byl vybaven tzv. aktivní optikou – technologií, kdy je tvar primárního zrcadla průběžně korigován počítačem.
Mezi jeho nejvýznamnější pozorování patří měření pohybů hvězd okolo středu naší galaxie.

## Popis
New Technology Telescope je dalekohled typu Ritchey-Chrétien (primární i sekundární zrcadlo mají tvar rotačního hyperboloidu) s průměrem primárního zrcadla 3,58 m. Je umístěn na azimutální montáži. Dalekohled postavila a provozuje Evropská jižní observatoř. Patří ke dvěma největším dalekohledům na Observatoři La Silla (tím druhým je 3,6 m ESO optický a infračervený dalekohled).
Tento přístroj byl jako první na světě vybaven plně deformovatelným primárním zrcadlem – technologií tzv. aktivní optiky, která koriguje deformace hlavního zrcadla způsobeného vnějšími vlivy, především mechanickým napětím (daného hlavně náklonem zrcadla) či teplotou. Tato technologie, která výrazně zlepšuje kvalitu výsledného obrazu, se později začala používat prakticky u všech velkých pozemních dalekohledů.
Další inovací je netypická osmihranná kopule dalekohledu, která je odvětrávána systémem žaluzií, díky kterým proudí proud vzduchu přes zrcadlo za snížených turbulencí.

### Používané přístroje
K zkoumání zachyceného světla používá NTT dva přístroje umístěné v Nasmythově ohnisku:
- SofI (Son of ISAAC) – kamera a infračervený spektrograf pro záření o vlnové délce 1-2,5 μm.
- EFOSC2 (ESO Faint Object Spectrograph and Camera, v.2) – univerzální kamera a spektrograf s nízkým rozlišením pro oblast viditelného světla.

Dříve používané kamery s vysokým rozlišením SuSi-1 a SuSi-2, multifunkční spektrograf EMMI a přístroj IRSPEC již nejsou v provozu.

## Vědecké objevy
Mezi nejvýznamnější pozorování prováděná dalekohledem NTT patřilo měření pohybů hvězd okolo středu naší galaxie – objektu Sagittarius A*, který je astronomy považován za černou díru. Tato pozorování pomohla upřesnit hmotnost a vzdálenost tohoto objektu. Za ně také Reinhard Genzel obdržel prestižní Shawnovu cenu v astronomii pro rok 2008.
V poslední době se čím dál častěji zapojuje do spolupozorování významných jevů: v roce 2017 tak pozoroval např. objekty v místě splynutí dvou neutronových hvězd – gravitační vlny tohoto jevu objevily detektory LIGO a VIRGO.

## Další fotografie

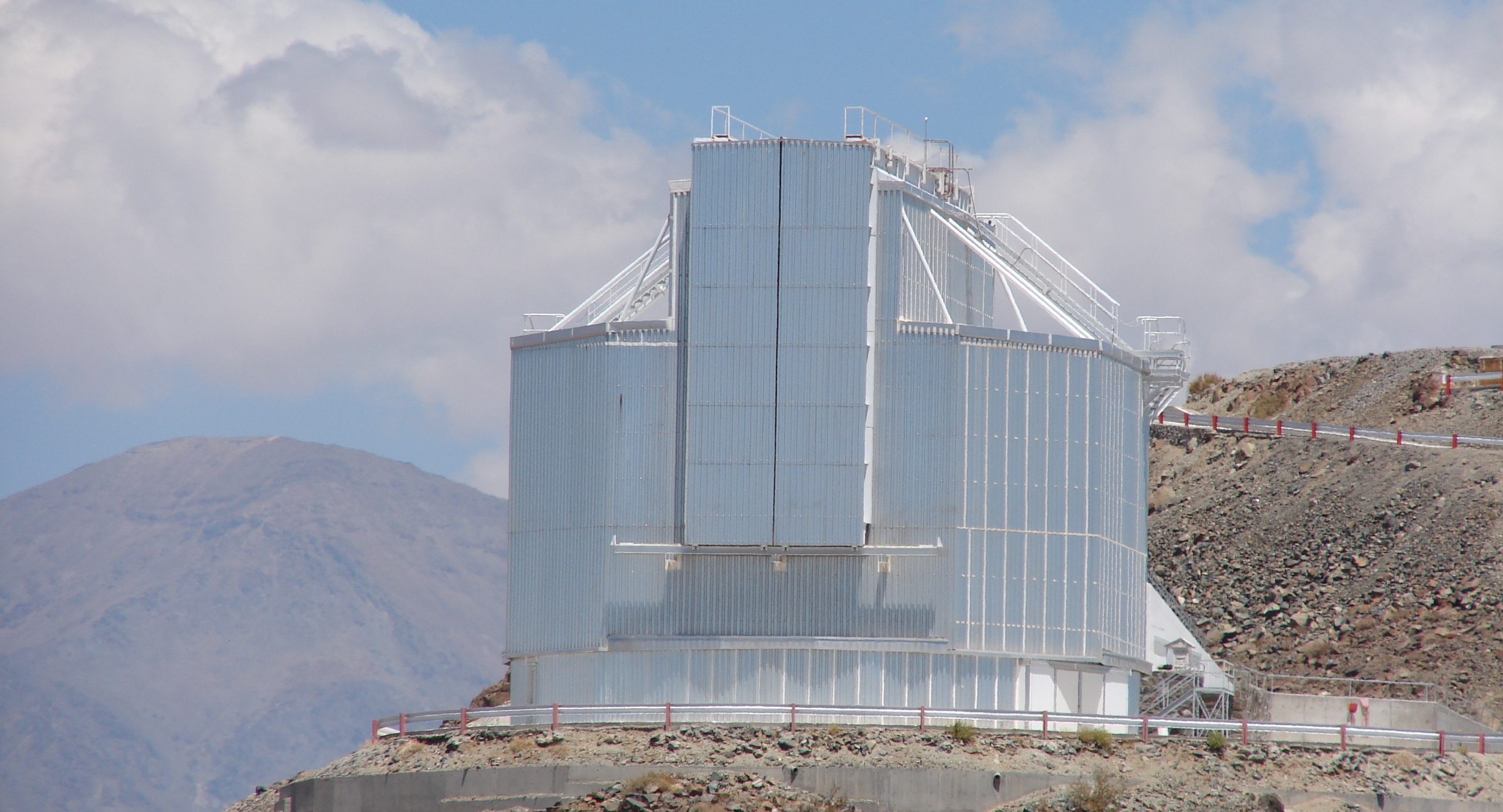
Netypická kopule dalekohledu NTT
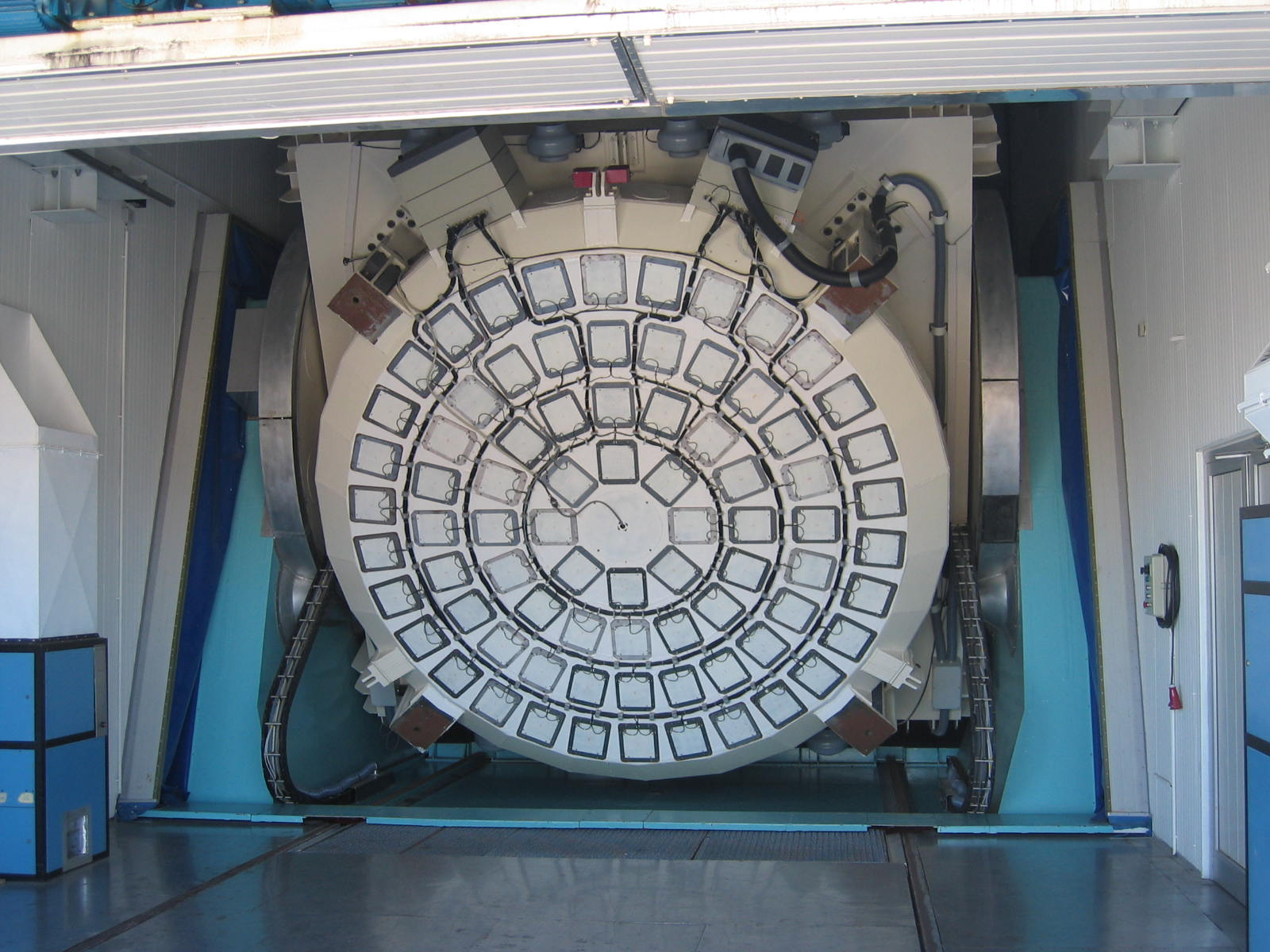
Zrcadlo teleskopu NTT (zespodu)
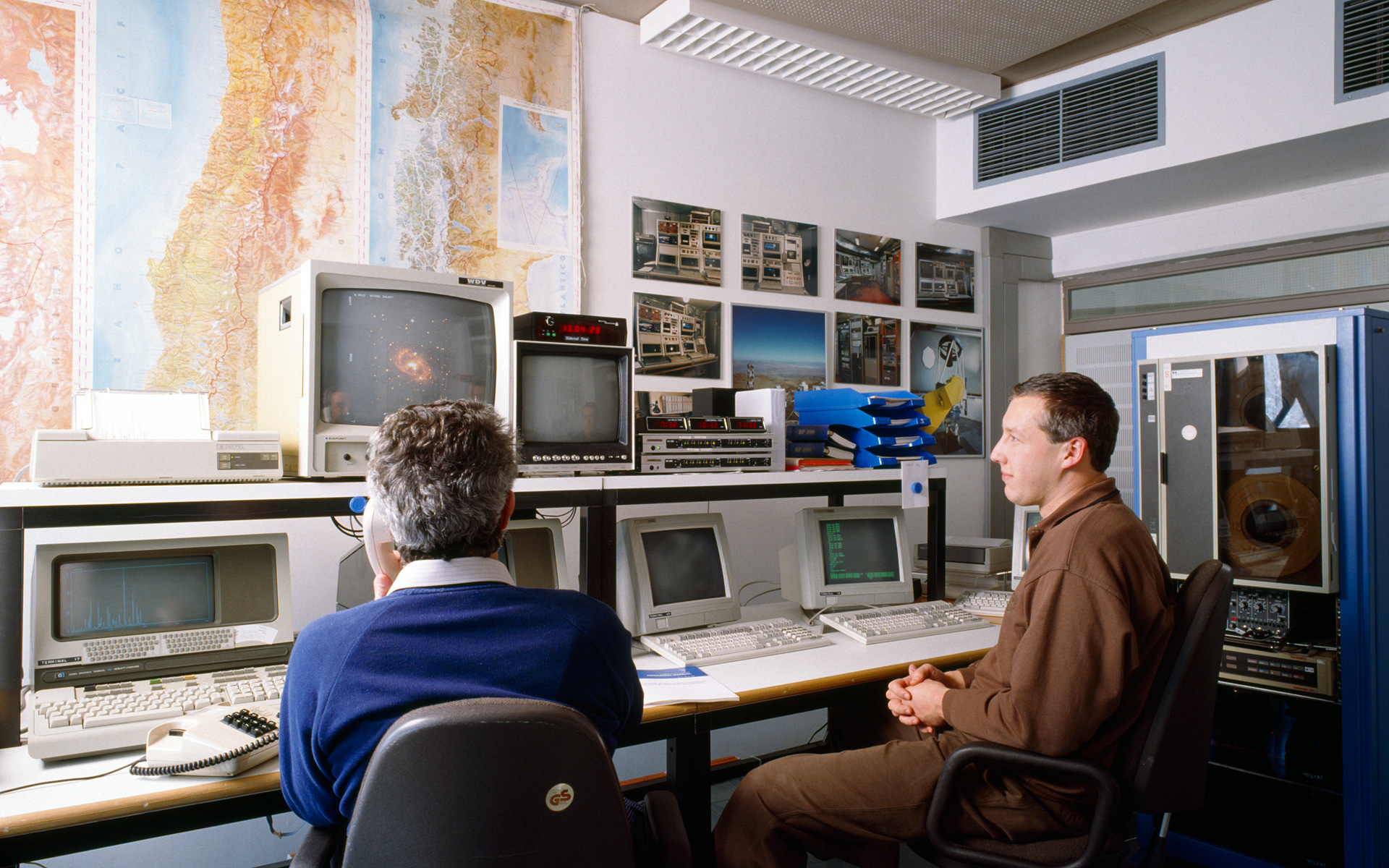
Řídící středisko dálkového ovládání dalekohledu (rok 2009)
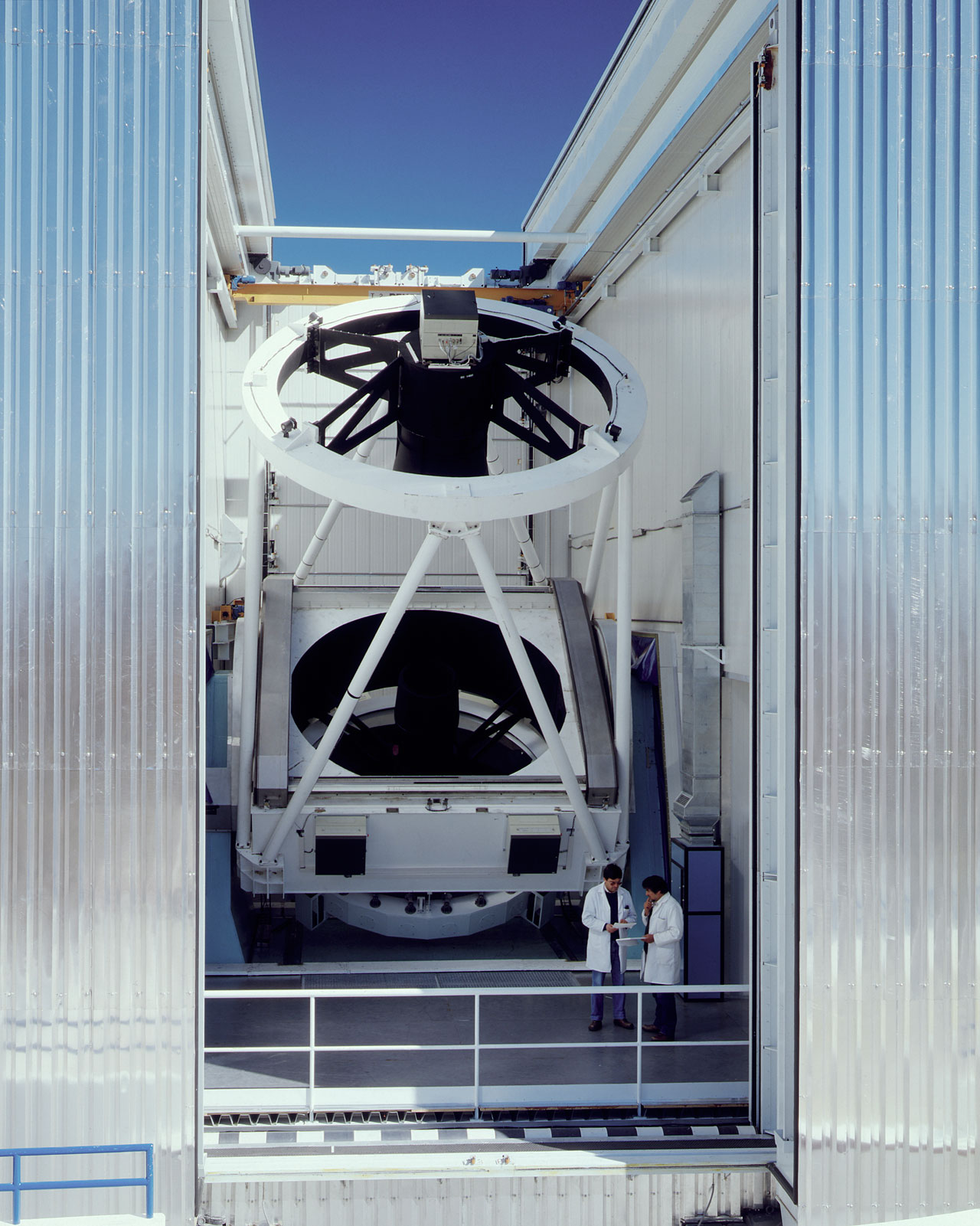
Pohled na vlastní dalekohled